# Chrysobothris lilaceous
Chrysobothris lilaceous är en skalbaggsart som beskrevs av Chamberlin 1925. Chrysobothris lilaceous ingår i släktet Chrysobothris och familjen praktbaggar. Inga underarter finns listade i Catalogue of Life.